# NGC 3592
NGC 3592 est une galaxie spirale vue par la tranche et située dans la constellation du Lion. NGC 3592 a été découverte par l'astronome allemand Albert Marth en 1865.

## Caractéristiques
La classe de luminosité de NGC 3592 est III et elle présente une large raie HI

### Distance
Sa vitesse par rapport au fond diffus cosmologique est de 1 641 ± 24 km/s, ce qui correspond à une distance de Hubble de 24,2 ± 1,7 Mpc (∼78,9 millions d'al). 
À ce jour, une douzaine de mesures non basées sur le décalage vers le rouge (redshift) donnent une distance de 24,308 ± 4,345 Mpc (∼79,3 millions d'al), ce qui est à l'intérieur des valeurs de la distance de Hubble.

## Groupe de NGC 3686
NGC 3592 est une galaxie brillante dans le domaine des rayons X et elle fait partie du groupe de NGC 3686 qui comprend au moins 21 autres galaxies brillantes également dans le domaine des rayons X, dont NGC 3607, NGC 3608, NGC 3626, NGC 3655, NGC 3659, NGC 3681, NGC 3684, NGC 3686 et NGC 3691. Ce même groupe est aussi mentionné dans un article publié par A.M. Garcia en 1993, mais la galaxie NGC 3607 n'y figure pas. De plus, la galaxie PGC 35426 fait partie de la liste de Garcia, mais cette dernière ne brille pas dans le domaine des rayons X.